# Зуїв ліс
Зу́їв ліс (в офіційних документах також зустрічається написання «Зуєв ліс») — один з об'єктів природно-заповідного фонду Луганської області, заповідне урочище місцевого значення.

## Розташування
Заповідне урочище розташоване в Новопсковському районі Луганської області, в межах Білолуцького лісництва Державного підприємства «Старобільське лісомисливське господарство» за межами населених пунктів, на території, яка, за даними державного земельного кадастру, враховується у Козлівській сільській раді.

## Історія
Заповідне урочище місцевого значення «Зуїв ліс» оголошено рішенням Луганської обласної ради народних депутатів № 7/23 від 17 квітня 2003 р.

## Загальна характеристика
Заповідне урочище «Зуїв ліс» загальною площею 47,0 га являє собою штучно створені дубові насадження. Зуїв ліс безпосередньо примикає до ботанічної пам'ятки природи місцевого значення «Новобіла». Разом ці природоохоронні території утворюють відносно врівноважений природний комплекс.